# Terzolo
Il terzolo (in latino tertiolus), conosciuto anche con il nome di terzarolo, terziolo o terciolo, era una moneta del comune di Milano che nella monetazione cittadina equivaleva a mezzo denaro carolingio, era perciò conosciuto anche come mezzano, mediano e denaro terziolo. Il nome terzolo deriva dal fatto che la moneta era costituita d'argento fino per circa un terzo del suo peso, in media 319‰.

## Storia
Il terzolo è documentato per la prima volta in una carta della basilica di Sant'Ambrogio del 1171, ma la coniazione iniziò già durante il regno di Federico Barbarossa. Nel XIII secolo il terzolo era impiegato anche come unità di conto, di conseguenza seguendo il sistema carolingio 12 terzoli equivalevano a un soldo terzolo e 240 terzoli (o 20 soldi terzoli) a una lira terzola; il terzolo era equivalente a ½ denaro carolingio e di conseguenza i suoi multipli. Il soldo terzolo oltre ad essere un'unità di conto era anche una moneta circolante conosciuta con il nome di ambrosino piccolo, esistevano inoltre l'ambrosino grande, equivalente a 1,5 soldi terzoli, e l'ambrosino grandissimo da 4 soldi terzoli. Fu coniato anche l'obolo, moneta equivalente a ½ terzolo.